# Granville Leveson-Gower, 2:e earl Granville
Granville George Leveson-Gower, 2:e earl Granville, född den 11 maj 1815, död den 31 maj 1891, var en brittisk politiker. Han var son till Granville Leveson-Gower, 1:e earl Granville och lady Harriet Elizabeth Cavendish, dotter till William Cavendish, 5:e hertig av Devonshire.
Granville invaldes redan 1836, efter studier i Eton och Oxford i underhuset, och vann snart en uppmärksammad ställning inom whigpartiet, genom parlamentarisk skicklighet och takt kombinerad med fördelaktiga släktrelationer. År 1846 efterträdde Granville sin far i överhuset. 
Granville en kort tid 1840–41 som understatssekreterare i utrikesdepartementet medlem av Melbournes regering. År 1848 inträdde han i Russells regering som vicepresident i handelsdepartementet och befordrades 1851 till brittisk utrikesminister med plats i kabinettet. 
I Aberdeens och Palmerstons regeringar tog han som president of the council en viktig del i behandlingen av undervisningsfrågor. Från och med 1855 var han det liberala partiets ledare i överhuset och skötte med takt och skicklighet denna svåra uppgifte ända fram till 1886, med ett kort avbrott 1865–67. 
I Gladstones första ministär var han 1868–70 kolonialminister och 1870–74 utrikesminister. Även i Gladstones andra minister 1880–85 fick hans utrikesministerposten. I Gladstones tredje ministär kom dock Lord Rosebery att överta hans post i utrikesdepartementet och i stället blev han åter kolonialminister. 
Granvilles försiktiga politik och mjuka diplomatiska metoder kunde inte med tillräcklig styrka hävda Storbritanniens intressen under den nya imperialistiska epok, som bröt in med Bismarck. Han säkra diplomatiska takt och konsilianta sinnelag var dock en stor tillgång för det liberala partiet i brittisk inrikespolitik både i kabinettet och överhuset.